# Туберкульозний менінгіт
Туберкульозний менінгіт — клінічна форма туберкульозу, при якій відбувається специфічне запальне ураження центральної нервової системи. При цьому виникає інфікування мозкових оболон туберкульозною мікобактерією з розвитком серозного менінгіту з переважним ураженням основи головного мозку.

## Актуальність
На відміну від багатьох інших випадків бактеріального менінгіту, туберкульозний часто важко діагностувати, оскільки початкові клінічні прояви, як правило, є підгострими і часто неспецифічними, а менінгеальні симптоми, як правило, не виявляються на ранній стадії хвороби. Через пізню діагностику ефективність його лікування вкрай низька, часто туберкульозний менінгіт закінчується смертю. Він став виліковним захворюванням у 1940-х роках після відкриття перших протитуберкульозних препаратів: стрептоміцину та парааміносаліцилової кислоти. Знищення туберкульозних бактерій, зумовлене цими двома препаратами, знизило летальність зі 100 % до приблизно 70 %. Однак, хоча знищення бактерій є необхідним для виживання при туберкульозному менінгіті, кореляція між збільшенням знищення бактерій і кращими клінічними результатами була невловимою.
Туберкульозний менінгіт часто є проявом позалегеневого туберкульозу (60-80 %) за наявності процесу в легенях, хоча може бути і єдиним проявом туберкульозної інфекції (20-40 %). Розвивається в 1–5 % із приблизно 10 мільйонів випадків туберкульозу у всьому світі. Туберкульозний менінгіт спричиняє смерть або інвалідність приблизно 50 % уражених людей і від нього помирають приблизно 78 200 дорослих щороку. Він поширений у районах з низьким рівнем економіки і високою поширеністю туберкульозу, особливо серед людей, які одночасно інфіковані ВІЛ. В Україні упродовж 1992—2002 років від цієї форми туберкульозу померло 44 % від числа вперше виявлених пацієнтів.

## Історичні факти
Перший опис туберкульозного менінгіту приписують Роберту Вайту в його монографії 1768 року «Спостереження водянки в мозку». Туберкульозний менінгіт вперше був описаний як окрема нозологія у 1836 році, а Роберт Кох продемонстрував, що туберкульоз спричинює M. tuberculosis у 1882 році.

## Патогенез
Багато ознак, симптомів і наслідків туберкульозного менінгіту є результатом імунологічно спрямованої запальної реакції на інфекцію. Найчастіше спостерігається як прояв міліарного туберкульозу. Проте може сформуватися внаслідок загострення легеневого туберкульозу, за наявності специфічних вогнищ у нирках, кістках тощо. Особливо часто виникає у дітей, що хворіють на туберкульоз внутрішньогрудних лімфатичних вузлів. Обтяжуючими факторами є різноманітні імунодефіцити, наявність S- і Z-генів у системі протеїнази-антипротеїнази, наркоманія, алкоголізм, табакокуріння, ВІЛ-інфекція, посттравматична енцефалопатія, деякі інтеркуррентні хвороби.
Провідний шлях розвитку хвороби — гематогенно-лікворогенний. Згодом збудники можуть потрапити через кров подолавши гематоенцефалічний бар'єр у центральну нервову систему (ЦНС) і призвести до трьох форм туберкульозу ЦНС: туберкульозного менінгіту, внутрішньочерепної туберкуломи та спинального туберкульозного арахноїдиту. У головному мозку збудники можуть утворювати невеликі субпіальні або субепендимальні вогнища метастатичних казеозних уражень, які називаються вогнищами Річа. У міру прогресування захворювання ці вогнища збільшуються і в кінцевому підсумку можуть розірватися в субарахноїдальний простір, що призводить до менінгіту. Менша частка туберкульозного менінгіту виникає через деструкцію кісткового вогнища в хребті.
Внаслідок інфікування Mycobacterium tuberculosis мозкових оболон розвивається запалення і уражається переважно основа головного мозку. Коли запалення відбувається в субарахноїдальному (підпавутинному) просторі стовбуру мозку, часто уражаються черепні нерви. Симптоми можуть імітувати об'ємні новоутворення.
Туберкуломи — це конгломератні казеозні вогнища, які утворюються в паренхімі мозку. Вони можуть виникати в будь-якому місці головного мозку, але мають схильність до підкіркових структур. Розташовані в центрі активні ураження можуть досягати значного розміру, не спричинюючи менінгіт. За умов слабкої резистентності пацієнта цей процес може призвести до вогнищевих ділянок цзапалення або утворення відвертого абсцесу, але звичайним перебігом є злиття казеозних вогнищ та утворення фіброзної капсули, що призводить зрештою до формування туберкуломи.
Туберкуломи можуть зливатися разом або збільшуватися в розмірах навіть під час тривалої протитуберкульозної терапії; цей процес може мати імунологічне підґрунтя. Туберкуломи також можуть уражати сусідні внутрішньочерепні артерії, часто спричинюючи васкуліт та, як наслідок, інсульт. Повідомлено про ймовірне емболічне поширення туберкуломи в головному мозку при мультирезистентному туберкульозі.
Спинномозкові оболони можуть залучатися вторинно через поширення внутрішньочерепного менінгоенцефаліту або можуть сформуватися в основному через туберкульозне вогнище на поверхні шнура, який потім розривається в субарахноїдальний простір, або через трансдуральне поширення інфекції від руйнації в хребті, як при хворобі Потта. Патологічно великий гранульоматозний ексудат заповнює субарахноїдальний простір і поширюється на кілька сегментів спинного мозку. Може виникнути васкуліт з ураженням спинномозкових артерій і вен, що іноді призводить до ішемічного інфаркту спинного мозку.
Ураження хребця майже завжди пов'язане з гематогенним поширенням із легеневого джерела туберкульозу, часто уражаючи тіло хребця поблизу міжхребцевого диска. На відміну від бактеріального остеомієліту при туберкульозі частіше спостерігається ураження задніх елементів хребця, тоді як дисковий простір частіше вільний. Зазвичай інфекція починається спереду (нижня або верхня кінцева пластинка), поширюється під передню поздовжню зв'язку і через венозне сплетіння Бейтсона.
У міру прогресування хвороби декальцинація та ерозія призводять до прогресуючого руйнування кістки та міжхребцевих дисків, залучаючи до 3-10 хребців в одне ураження, що призводить до кіфозу. Абсцес може розірватися інтраспінально, що призводить до первинного спінального менінгіту, гіперпластичного перипахіменінгіту, інтраспінального абсцесу або туберкуломи.
Набряк сосочку є найпоширенішим наслідком туберкульозного менінгіту в зоровому апараті. У дітей він може прогресувати до первинної атрофії зорового нерва та сліпоти внаслідок прямого ураження зорових нервів і хіазми базальними ексудатами, тобто розвивається оптикохіазматичний арахноїдит. У дорослих набряк може частіше прогресувати до вторинної атрофії зорового нерва. Інші причини порушення зору включають хоріоретиніт, неврит зорового нерва, міжядерну офтальмоплегію та зрідка раптовий початок болючої офтальмоплегії. Типовим ураженням часто є гранульома судинної оболонки.
Оскільки туберкульозний менінгоенцефаліт має схильність до основи черепа на відміну від інших бактеріальних менінгітів, ураження черепних нервів зустрічаються частіше. Найчастіше уражається VI пара черепних нервів, потім III, IV, VII і, рідше, II, VIII, X, XI і XII.
Може виникнути раптово моноплегія, геміплегія, афазія чи тетрапарез. Найчастіше вони виникають через туберкульоз-асоційований васкуліт, який призводить до ішемії з можливим геморагічним компонентом. Рідше причиною може арахноїдит або гідроцефалія.
Васкуліт із тромбозом і геморагічним інфарктом може розвинутися в судинах, які проходять через базилярний ексудат, спинальний ексудат або лежать у мозковій речовині. Мікобактерії також можуть безпосередньо ініціювати процес васкуліту. Рання нейтрофільна реакція йде з інфільтрацією лімфоцитами, плазматичними клітинами і макрофагами, що веде до прогресуючого руйнування адвентиція, еластичних волокон і, зрештою, до деструкції інтими. Згодом фібриноїдна дегенерація в дрібних артерій і венах спричинює аневризми, тромби та вогнищеві крововиливи, окремо або в комбінації.

## Клінічні прояви
Для туберкульозного менінгіту характерне повільне розгортання менінгеального синдрому. Хвороба починається зі слабкості, втомлюваності, зниження апетиту, сонливості, апатії. Температура тіла поначалу субфебрильна. Вже з перших днів з'являється головний біль, який посилюється при яскравому світлі та шумі, іноді раптово виникає безпричинне блювання. Основні симптоми починаючи з 5-го дня хвороби — з'являється гарячка, посилюється головний біль; при подальшому розвитку хвороби виникає сплутаність свідомості, а при найгіршому варіанті розвитку, за відсутності специфічного лікування — кома й смерть. Прояви менінгееального синдрому відсутні у п'ятої частини хворих на туберкульозний менінгіт на початку хвороби. У пацієнтів також часто виявляються бути вогнищеві неврологічні симптоми.

## Діагностика

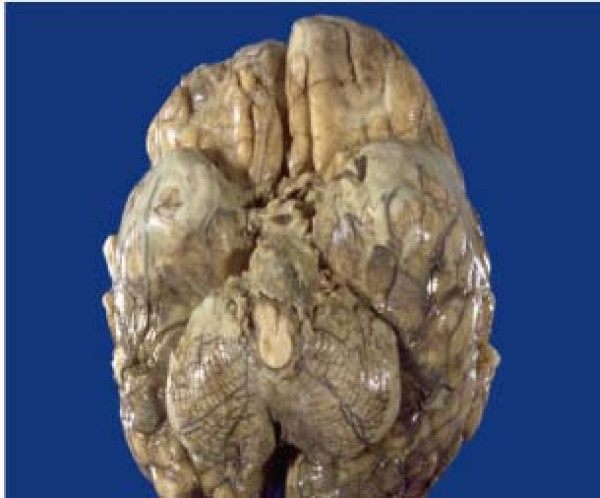
Розтин хворого з туберкульозним менінгітом, який показує наявність набряку мозку та застійні явища

Туберкульозний менінгіт часто важко діагностувати, оскільки він перебігає підгостро і часто без класичних ознак менінгіту. Для діагностики туберкульозного менінгіту необхідний лабораторний аналіз спинномозкової рідини (ліквору), зібраної за допомогою люмбальної (поперекової) пункції. При підозрі на туберкульозний менінгіт набирають мінімум 5-10 мілілітрів (мл). У лікворі виявляють зазвичай високий вміст білка, низький рівень глюкози та підвищену кількість лімфоцитів. Кислотостійкі мікобактерії іноді можна побачити навіть у мазку з ліквору. Згустки, схожі на павутинки в зібраному лікворі, дуже характерні (патогномонічні) для туберкульозного менінгіту, але в сучасній клінічній практиці це рідкісна знахідка.

### Тести ампліфікації нуклеїнових кислот
Це група тестів, які використовують полімеразну ланцюгову реакцію (ПЛР) для виявлення мікобактеріальної нуклеїнової кислоти. Ампліфікується (посилюється) генетичний локус мікобактерії туберкульозу. Ці тести різняться залежно від того, яку послідовність нуклеїнових кислот вони виявляють, і різняться своєю точністю.

## Лікування
Сучасна протитуберкульозна хіміотерапія туберкульозного менінгіту залишається на основі такої, яка використовується при туберкульозному ураженні легень, і не враховує чітких характеристик захворювання при туберкульозному менінгіті, які потребують специфічних терапевтичних міркувань.
Лікування туберкульозного менінгіту проводиться ізоніазидом, рифампіцином, піразинамідом та етамбутолом протягом двох місяців, а потім — лише ізоніазидом та рифампіцином протягом наступних десяти місяців. Стероїди допомагають зменшити ризик смерті за відсутності ВІЛ. Стероїди можна застосовувати протягом перших шести тижнів лікування. Якась частина пацієнтів може потребувати імуномодулюючих засобів, наприклад, талідоміду. Гідроцефалія виникає як ускладнення приблизно у третини пацієнтів.
Прийом ацетилсаліцилової кислоти може знизити летальність, можливо, за рахунок зменшення таких ускладнень як інфаркт міокарда.